# Приола
Приола (итал. Priola) је насеље у Италији у округу Кунео, региону Пијемонт.
Према процени из 2011. у насељу је живело 245 становника. Насеље се налази на надморској висини од 548 м.

## Становништво
Према резултатима пописа становништва 2011. у општини је живело 719 становника.
| 1931. | 1936. | 1951. | 1961. | 1971. | 1981. | 1991. | 2001. | 2011. |
| ----- | ----- | ----- | ----- | ----- | ----- | ----- | ----- | ----- |
| 1.440 | 1.364 | 1.315 | 1.173 | 999   | 934   | 853   | 804   | 719   |